# Stefano Zanini
Stefano Zanini (Varese, 23 de janeiro de 1969) é um ex ciclista e director desportivo italiano.

## Biografia
Stefano Zanini passou a profissional no ano 1991.
Especialista nas clássicas, Zanini obteve vários lugares de honra em carreiras deste tipo, inclusive chegou a ganhar a Amstel Gold Race em 1996. Foi o primeiro italiano que se impôs nesta clássica holandesa.
Também obteve a vitória ao sprint nos Campos Elíseos, no Tour de France do ano 2000. Seu talento ao sprint também lhe permitiu acabar a sua carreira servindo a líderes como Tom Boonen ou Robbie McEwen.
Não foi renovado pela equipa Predictor-Lotto ao final da temporada 2007, pelo que põe fim a sua carreira desportiva.
Foi director desportivo da equipa Geox-TMC, pertencente ao UCI Pro Tour, e actualmente elabora esta função na equipa Astana Pro Team.
A 24 de julho de 2013 o seu nome apareceu no relatório publicado pelo senado francês como um dos trinta ciclistas que teriam dado positivo no Tour de France de 1998 com carácter retroespectivo, já que analisaram as amostras de urina daquele ano com os métodos antidopagem atuais.

## Palmarés
| 1992 - Coppa Sabatini - 1 etapa do Giro di Puglia - 1 etapa da Volta a Portugal 1994 - 1 etapa do Giro d'Italia - 1 etapa da Tirreno-Adriático - Volta ao Etna 1995 - Milano-Torino - Coppa Bernocchi - 1 etapa da Tirreno-Adriático 1996 - Amstel Gold Race - 1 etapa da Semana Catalã - 1 etapa da Volta ao País Basco 1997 - G. P. Bruno Beghelli - 2 etapas da Volta ao País Basco 1998 - G. P. Bruno Beghelli - Paris-Bruxelas - 1 etapa dos Três dias de Bruges–De Panne | 1999 - 1 etapa da Volta à Comunidade Valenciana 2000 - 1 etapa do Tour de France - 1 etapa da Volta à Suíça - 1 etapa da Volta ao País Basco 2001 - 1 etapa do Giro d'Italia - 1 etapa da Volta ao País Basco - 1 etapa da Tour da Eslovénia - 1 etapa do Giro Riviera Ligure Ponente 2002 - 1 etapa dos Três dias de Bruges–De Panne 2003 - Commerce Bank International Championship 2004 - 1 etapa da Volta a Grã-Bretanha 2005 - Classificação do Intergiro do Giro d'Italia |

## Resultados nas grandes voltas
| Carreira           | 1991 | 1992 | 1993 | 1994 | 1995 | 1996 | 1997 | 1998 | 1999 | 2000 | 2001 | 2002 | 2003 | 2004 | 2005 | 2006 | 2007 |
| ------------------ | ---- | ---- | ---- | ---- | ---- | ---- | ---- | ---- | ---- | ---- | ---- | ---- | ---- | ---- | ---- | ---- | ---- |
| Giro d'Italia      | 104º | 102º | Ab.  | 48º  | -    | Ab.  | -    | -    | -    | -    | 93º  | -    | -    | -    | 111º | -    | 134º |
| Tour de France     | -    | -    | -    | -    | -    | Ab.  | -    | 73º  | -    | 80º  | Ab.  | -    | Ab.  | 126º | Ab.  | -    | -    |
| Volta a Espanha    | -    | -    | 91º  | -    | Ab.  | 64º  | Ab.  | -    | Ab.  | -    | -    | -    | -    | -    | -    | -    | -    |
| Mundial em Estrada | -    | -    | -    | -    | -    | -    | -    | Ab.  | -    | -    | -    | -    | -    | -    | -    | -    | -    |

-: não participa

Ab.: abandono